# Nechamandra alternifolia
Nechamandra alternifolia là một loài thực vật có hoa trong họ Hydrocharitaceae. Loài này được (Roxb. ex Wight) Thwaites mô tả khoa học đầu tiên năm 1864.